# Grande-Comoredwergooruil
De Grande-Comoredwergooruil (Otus pauliani) is een vogelsoort uit de familie van de strigidae (uilen). De vogel werd in 1960 geldig beschreven door Constantine Walter Benson. Het is een bedreigde, endemische vogelsoort van het eiland Grande Comore, een deelstaat van de Comoren.

## Kenmerken
Deze dwergooruil is 20 tot 22 cm lang. De uil is grijsachtig bruin en zwaar gebandeerd, met vlekken in kronkelmotieven. De vogel heeft heldergele ogen.

## Verspreiding en leefgebied
Deze soort is endemisch op het eiland Grande Comore uit de eilandengroep Comoren. Het leefgebied bestaat uit ongerepte montane bossen vanaf 650 m boven zeeniveau op de hellingen van de Mont Kartala (2360 m). De uil heeft een voorkeur voor bosranden en is afhankelijk van grote oude bomen met holtes om in te nestelen. Overigens is er weinig bekend over het voortplantingsgedrag van deze dwergooruil.

## Status
De Grande-Comoredwergooruil heeft een zeer klein verspreidingsgebied en daardoor is de kans op uitsterven aanwezig. De grootte van de populatie werd in 2016 op grond van verouderde gegevens door BirdLife International geschat op 1300 volwassen individuen. Tussen 2000 en 1983 is 25% van het bos omgezet in landbouwgebied en nog steeds gaat bos verloren door houtkap of bosbranden. Om deze redenen staat deze soort als bedreigd op de Rode Lijst van de IUCN.